# 宮瀬龍門
宮瀬 龍門（みやせ りゅうもん、1720年1月19日（享保4年12月10日）- 1771年2月18日（明和8年1月4日））は、江戸時代中期の儒学者、詩人である。名は維翰、字は文翼。通称は三右衛門。 

## 経歴・人物
紀伊の和歌山藩医の子として生まれる。幼年期に龍門自身が祖先が後漢の献帝の孫であった志賀穴大村王に因んだと自称したため、劉氏と名乗った。
（譯註先哲叢談（後編）　卷六では、 劉龍門、名は維翰、字は文翼、龍門山人と號す、通稱は三右衞門、宮瀬氏、紀州の人　龍門の系は後漢獻帝の孫志賀穴太村主（しがのあなたむらのきみ）より出づ　となっている。また、穴太村主は、新撰姓氏録考証 巻之21では、あなほのすぐり　と訓読）
後に諸事情より藩医の家系から離脱し、上野海門に師事し徂徠学を学ぶ。その後は江戸にて服部南郭の門人となり、文章をよくした。
これによって、南郭から大内熊耳に次ぐ徂徠学者と評されたが、後に独立し南郭一門とは異なる学風を導き、反徂徠学として次世代の学者の誕生となった。門下に慈周らがいる。

## 主な著作物
- 『龍門先生文集』